# Pisa lanata
Pisa lanata is een krabbensoort uit de familie van de Epialtidae. De wetenschappelijke naam van de soort werd in 1801 voor het eerst geldig gepubliceerd door Jean-Baptiste de Lamarck.